# Characodoma angustum
Characodoma angustum är en mossdjursart som först beskrevs av Winston och Hakansson 1986.  Characodoma angustum ingår i släktet Characodoma och familjen Cleidochasmatidae. Inga underarter finns listade i Catalogue of Life.